# RIM-67 Standard ER
RIM-67 Standard ER – seria amerykańskich morskich rakietowych pocisków przeciwlotniczych dalekiego zasięgu należących do rodziny pocisków Standard, produkowanych obecnie przez Raytheon. Obejmuje pociski SM-1ER i SM-2ER.

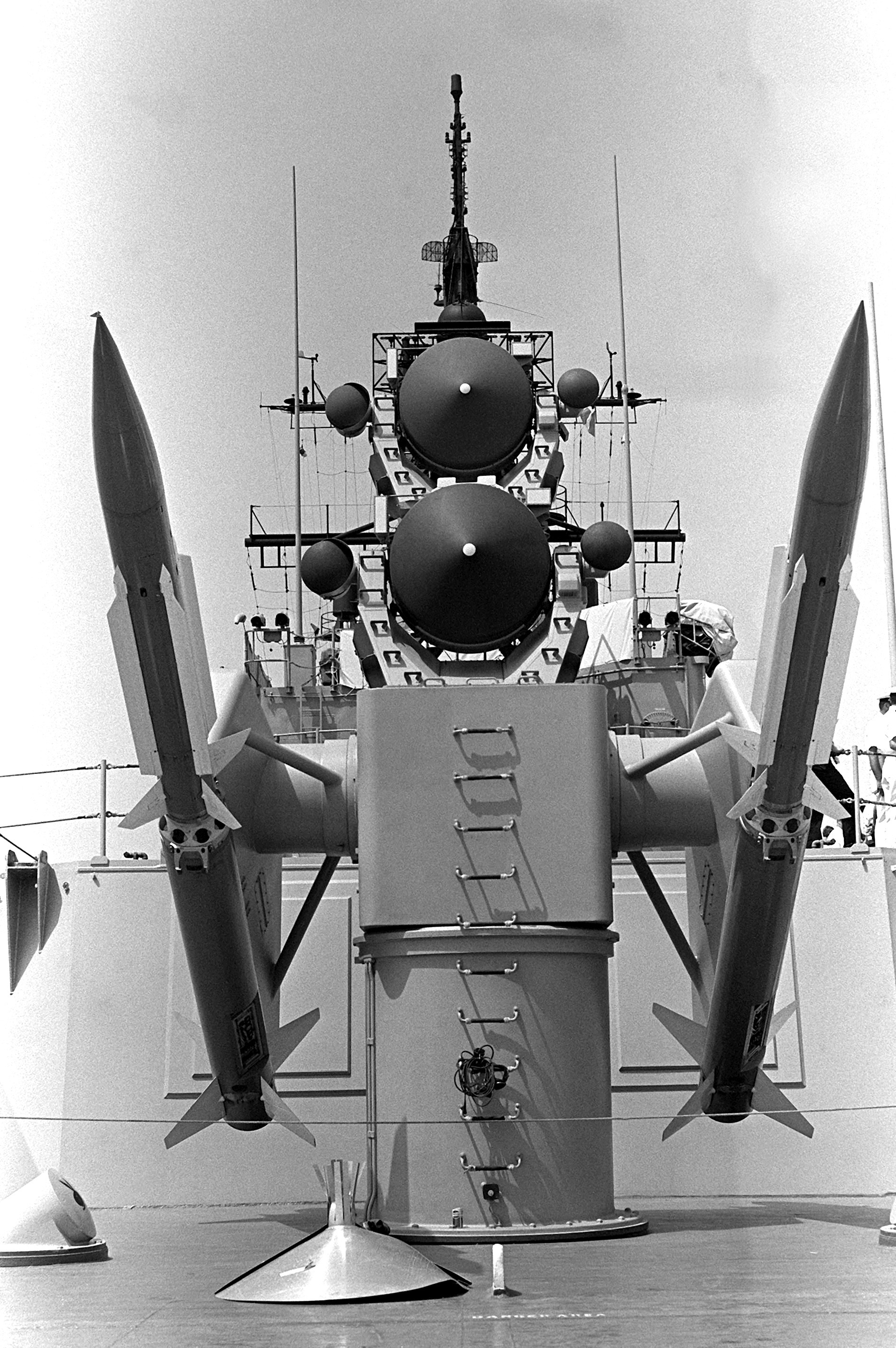
Wyrzutnia SM-1ER na niszczycielu „Dewey”

## Historia i odmiany
Prace nad rodziną pokrewnych konstrukcyjnie standardowych pocisków rakietowych (Standard Missile – SM) podjęto w USA na początku lat 60. Pociski te początkowo powstały w dwóch odmianach: jednostopniowej średniego zasięgu RIM-66 Standard SM-1MR (medium range – średni zasięg), dla zastąpienia pocisków RIM-24 Tartar, oraz dwustopniowej dalekiego zasięgu RIM-67 Standard SM-1ER (extended range – wydłużony zasięg), dla zastąpienia pocisków RIM-2 Terrier. 

### SM-1 ER
Pierwsza wersja RIM-67A Standard SM-1 ER miała zasięg do 67 km i pułap zwalczanych celów od 45 do 24 385  metrów (80 000 stóp). Weszła do służby w 1968 roku, zarówno na nowych okrętach, jak i dostosowanych starszych.

### SM-2 ER
Drugą zasadniczą wersją pocisku średniego zasięgu jest RIM-67B Standard SM-2 ER, opracowana pod kątem nowych okrętów wykorzystujących zintegrowany system kierowania obroną powietrzną Aegis. Weszła do służby w 1980 roku. Oprócz większego zasięgu, chociaż nie wykorzystywanego początkowo w pełni przez system Aegis, wersja ta miała wyższą prędkość, a przez to lepsze zdolności zwalczania szybkich samolotów i rakiet. Może ona zwalczać cele w odległości 148 km i na wysokości 30 480 m (100 000 stóp). 
Pocisk ten podlegał dalszym ulepszeniom w ramach poszczególnych serii produkcyjnych (ang. block).

## Opis
Dwustopniowy pocisk na paliwo stałe. Długość wynosi 7976 mm (RIM-67A) lub 8230 mm (B). Średnica kadłuba drugiego wynosi 343 mm, a rozpiętość jego brzechw 914 mm. Masa pocisku wynosi 1387,1 kg (RIM-67B).
Pocisk rozwija prędkość ponad Ma 2,5.

## Zastosowanie
Pociski SM-1 ER, a następnie SM-2 ER weszły na uzbrojenie amerykańskich krążowników rakietowych (pierwotnie klasyfikowanych jako fregaty) posiadających dwubelkowe wyrzutnie Mk 10 i Mk 26, zastępując na wcześniejszych z nich pociski Terrier. Były to okręty: USS „Long Beach”, „Bainbridge”, „Truxtun”, krążowniki typów Leahy, Belknap, Virginia i wczesne jednostki typu Ticonderoga. Były stosowane też na niszczycielach typów Farragut i Kidd. W pociski SM-1 ER przezbrojono w latach 1981-83 także włoski krążownik „Vittorio Veneto”.